# ليندا جي. ألفارادو
ليندا جي. ألفارادو (بالإنجليزية: Linda G. Alvarado)‏ هي صاحبة مطعم أمريكية، ولدت في 1951 في ألباكركي في الولايات المتحدة.

## وصلات خارجية
- ليندا جي. ألفارادو على موقع إن إن دي بي (الإنجليزية)